# Újezd u Přelouče
Újezd u Přelouče (en allemand : Aujest) est une commune du district de Pardubice dans la région de Pardubice en République tchèque. Sa population s'élevait à 236 habitants en 2024.

## Géographie
Újezd u Přelouče se trouve à 7 km au sud-sud-est de Chlumec nad Cidlinou, à 22 km à l'ouest-nord-ouest de Pardubice, à 27 km au sud-ouest de Hradec Králové et à 76 km) l'est de Prague.
La commune est limitée par Klamoš au nord, par Přepychy à l'est, par Strašov au sud, et par Kladruby nad Labem au sud et à l'ouest.

## Histoire
La première mention écrite de la localité date de 1299.

## Galerie

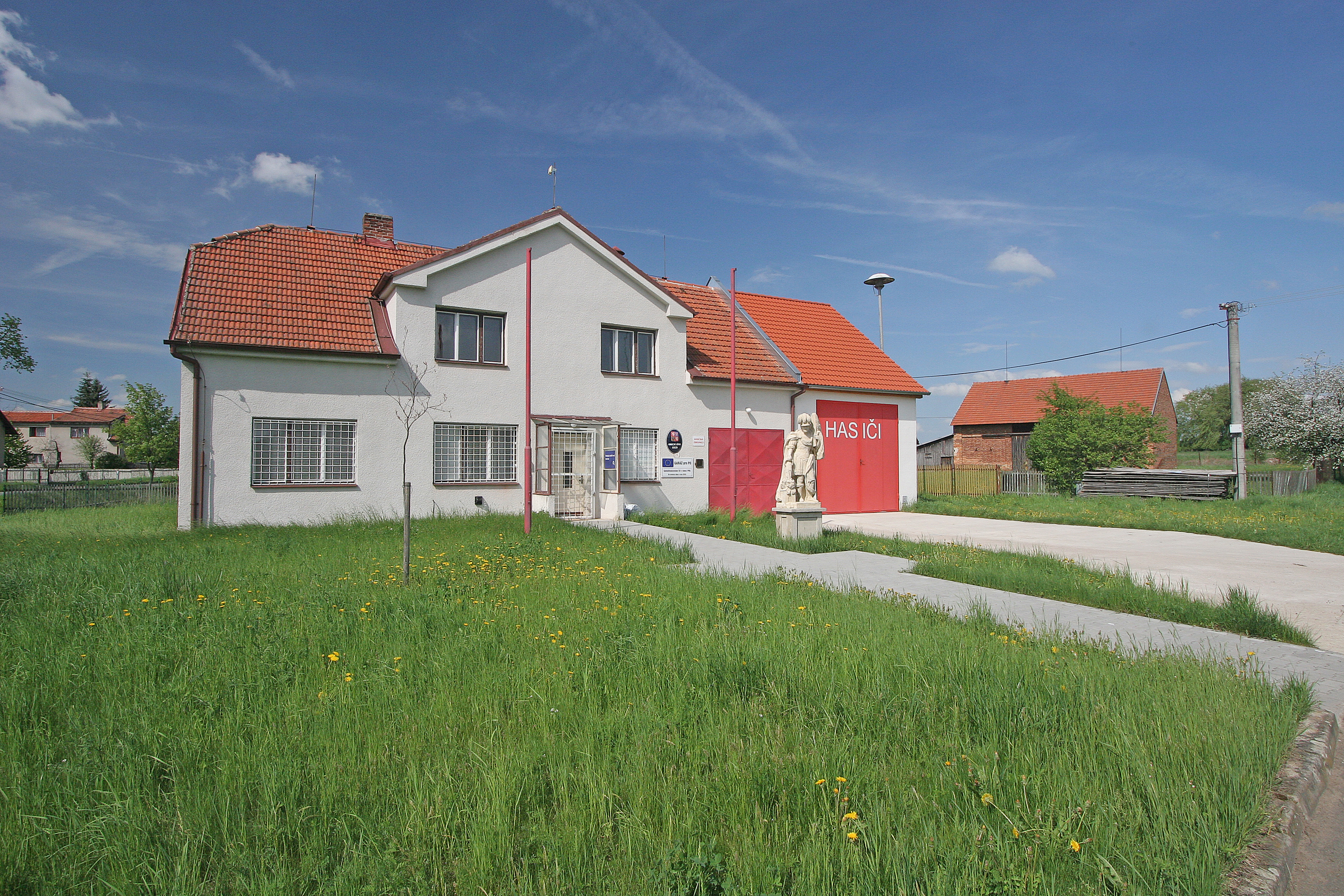
Újezd u Přelouče : la mairie.
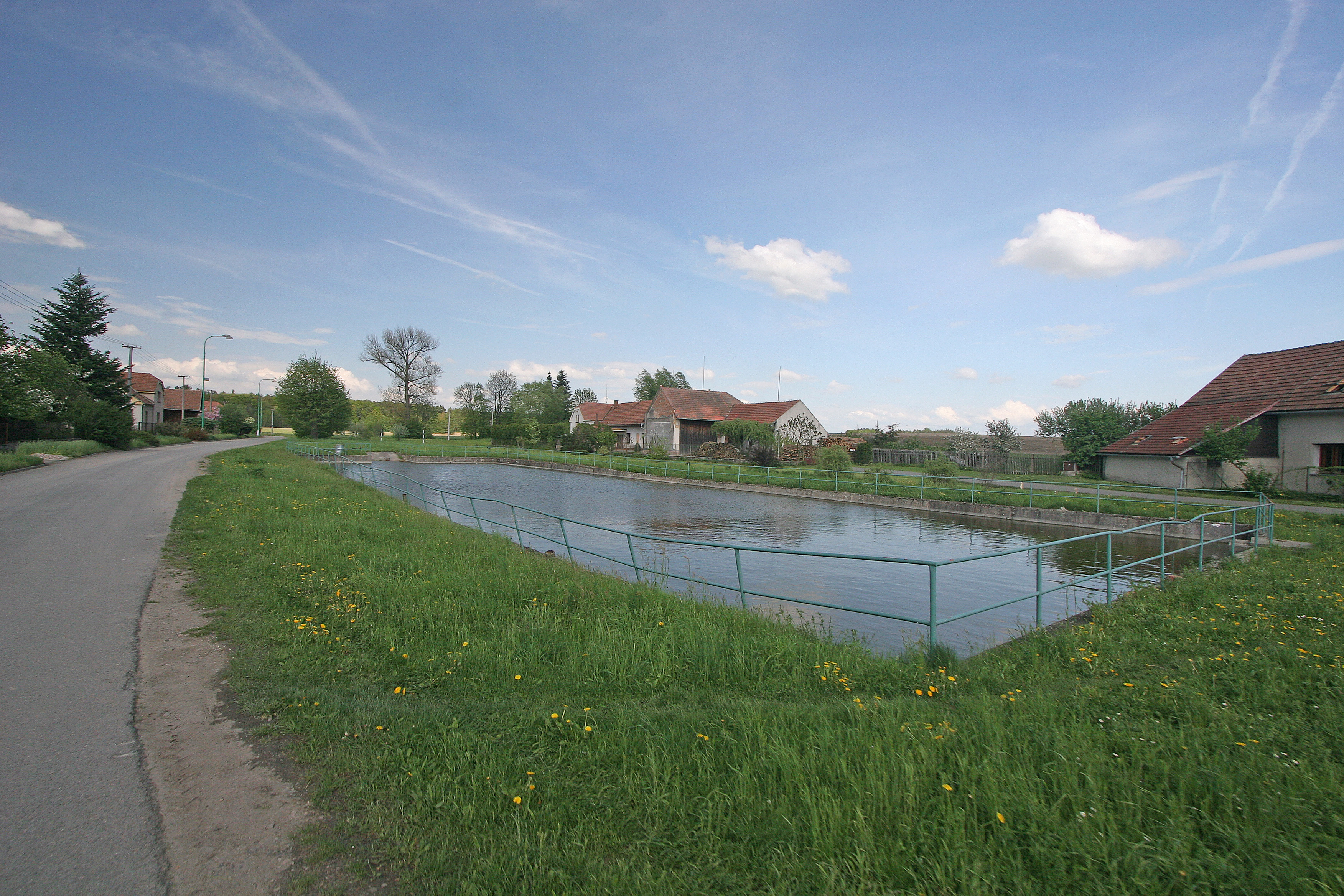
Étang à Újezd u Přelouče.

## Transports
Par la route, Úhřetická Lhota se trouve à 7,5 km de Chlumec nad Cidlinou, à 27 km de Pardubice et à 89 km de Prague.